# Walter Schrammel
Walter Schrammel (* 5. Mai 1947) ist ein österreichischer Jurist und emeritierter ordentlicher Universitätsprofessor für Arbeitsrecht an der Rechtswissenschaftlichen Fakultät der Universität Wien.

## Leben
Walter Schrammel studierte Rechtswissenschaften an der Universität Wien. Nach der Promotion im Jahre 1969 folgte 1981 die Habilitation. 1983 wurde er zum Professor ernannt.
Von 1991 bis 1993 war Schrammel Dekan der Rechtswissenschaftlichen Fakultät der Universität Wien. Von 1999 bis 2006 war er Vizedekan der Rechtswissenschaftlichen Fakultät sowie Vorsitzender des Dachverbandes der Universitäten. Er war Visiting Professor der Donau-Universität Krems und seit 1993 Mitglied des Direktoriums der Lehrgänge EURA und EUROJUS.
Außeruniversitär ist Walter Schrammel Vorsitzender des Bühnenschiedsgerichts Wien und einer der fünf Ständigen Vorsitzenden des Ständigen Neutralen Schiedsgerichts der Österreichischen Fußball-Bundesliga.

## Schriften (Auswahl)
- Verfügungen über Leistungsansprüche aus der Sozialversicherung (= Wiener Beiträge zum Arbeits- und Sozialrecht. Band 17). Braumüller, Wien 1982, ISBN 3-7003-0302-5.
- Betriebspensionsgesetz (= Manzsche Kurzkommentare zum Arbeits- und Sozialrecht. Band 11). Manz, Wien 1992, ISBN 3-214-03996-2.
- Rechtsfragen der Ausländerbeschäftigung (= Veröffentlichungen des Ludwig-Boltzmann-Institutes für Gesetzgebungspraxis und Rechtsanwendung. Band 2). Manz, Wien 1995, ISBN 3-214-06974-8.
- mit Gottfried Winkler: Arbeits- und Sozialrecht der Europäischen Gemeinschaft. WUV-Universitätsverlag, Wien 2002, ISBN 3-85114-637-9.
- Arbeitsrecht. Teil 2: Sachprobleme. 5. und 6. Auflage. Braumüller, Wien 2004 / 2008, ISBN 3-7003-1501-5 / ISBN 978-3-7003-1691-6 (begründet von Theodor Tomandl).
- mit Heinz Krejci: Filmschaffende und ihr Kollektivvertrag. Manz, Wien 2007, ISBN 978-3-214-07609-2.
- mit Rudolf Welser: Die Kostentragung bei Flugrettungseinsätzen. Manz, Wien 2007, ISBN 978-3-214-04094-9.
- mit Christoph Kietaibl: BPG und PKG: Betriebspensionsgesetz und Pensionskassengesetz. Manz, Wien 2018, ISBN 978-3-214-07019-9.

## Auszeichnungen
- 1982: Kardinal-Innitzer-Förderungspreis für Rechts- und Staatswissenschaften
- 1997: Großes Ehrenzeichen für Verdienste um die Republik Österreich[3]